# John Farey (geòleg)
|  | No s'ha de confondre amb John Fahey. |

John Farey   (Woburn (Bedfordshire), 24 de setembre de 1766 - Londres, 6 de gener de 1826) va ser un geòleg i escriptor anglès. No obstant això, és més conegut pel seu descobriment matemàtic: la successió de Farey, què rep el seu nom.

## Biografia
Va néixer a Woburn, Bedfordshire, i va estudiar a Halifax, Yorkshire on va demostrar tanta aptitud per a les matemàtiques, el dibuix i la topografia, que va cridar l'atenció de John Smeaton (1724-1792). Després d'acabar la seva educació, es va traslladar a Londres, on tenia família, i va treballar allà per alguns anys, durant els quals es va casar amb la seva dona, Sophia Hubert, (1770-1830). Mentre eren a Londres van tenir el seu primer fill, John Farey, Jr.. Després en van tenir vuit més, dos dels quals van morir durant la seva infància.

## Woburn i Londres
El 1792 va ser designat topògraf de Francis Russell, 5è Duc de Bedford, per a les seves finques de Woburn. Després de la mort del duc el 1802, Farey es va traslladar a Londres, i, després de pensar a emigrar o agafar una granja al país, es va establir allà com topògraf i geòleg. El fet que hagués pogut donar aquest pas va ser, en gran part, gràcies a la seva relació amb William Smith, qui el 1801 havia estat contractat pel duc de Bedford en treballs de drenatge i de reg. El duc, valorant el coneixement dels estrats de Smith, li va encomanar el 1802 l'exploració del marge dels turons de guix al sud de Woburn per tal de determinar la successió veritable dels estrats; i li va demanar a Farey que l'acompanyés. Farey va deixar constància que Smith era el seu mestre i instructor en Topografia Mineral, i les seves publicacions següents demostren lo bé que va aprofitar les lliçons que va rebre.
El 1805 va succeir Arthur Young com a secretari del Smithfield Club. La seva feina topogràfica el va fer recórrer tot el país i tenia molta demanda per part de terratinents que volien millorar les seves finques, o explotar els minerals que hi tenien. El seu treball sobre geologia econòmica doncs va ser de gran importància pel naixement de la Revolució Industrial en localitzar noves fonts de carbó i minerals metàl·lics.

## Escriptor
Farey era un escriptor prolífic, i el professor Hugh Torrens (vegeu les referències avall) li ha atribuït 270 publicacions, quadruplicant la xifra donada pel Catalogue of Scientific Papers de la Royal Society. Va escriure sobre molts temes, des de l'horticultura, geologia, meteorologia, metrologia, decimalització de la moneda, música i matemàtiques, fins al pacifisme.
Va ser un contribuent important de la Rees's Cyclopaedia amb articles sobre canals, mineralogia, topografia i un parell de fonaments científics i matemàtics del so. Diverses fonts biogràfiques del segle xix, incloent-hi el Dictionary of National Biography, van afirmar erròniament que ell va escriure l'article de Rees sobre el vapor. De fet, va ser escrit pel seu fill John Farey, Jr. El 1809 Farey va conèixer a William Martin, qui havia publicat articles sobre els fòssils de Derbyshire, per a investigar si tots dos podien crear de forma conjunta un mapa geològic de Derbyshire. Martin estava, no obstant això, massa malalt per a mantenir una segona trobada i va morir l'any següent.
El treball més conegut de Farey és General View of the Agriculture and Minerals of Derbyshire (3 volums 1811-17) per al Consell d'Agricultura. En el primer d'aquests volums (1811) va donar compte de la part més elevada d'una sèrie britànica d'estrats, i una exposició magistral de carbonífers i altres estrats de Derbyshire. En aquesta obra clàssica, i en un article publicat a la Philosophical Magazine, vol. 51, 1818, p. 173, sobre les afirmacions geològiques declarades del Sr. Smith, va cridar l'atenció d'una forma fervorosa sobre la importància dels descobriments de William Smith.

## La successió de Farey
A més de ser recordat pels historiadors de la geologia, el seu nom és conegut més àmpliament per la successió de Farey, la qual va elaborar com a resultat del seu interès en les matemàtiques del so (Philosophical Magazine, vol. 47, 1816, pàgs. 385-6).
Farey va morir a Londres. Posteriorment la seva vídua va oferir la seva col·lecció geològica al Museu Britànic, el qual la va rebutjar, i es va dispersar.